# Modèle physique réaliste
Les jeux vidéo implémentant un modèle physique réaliste sont ceux qui reprennent des caractéristiques et comportement d'objets du monde réel. Le but est de donner aux joueurs des sensations toujours plus réalistes par rapport au comportement du jeu. Un exemple de ce modèle physique, pour un jeu de rallye automobile, pourrait être la gestion des réactions de la voiture (dérapages, la poussière soulevée, adhérence des pneumatiques selon les conditions météorologiques, ...).